# Suite für Orchester und Orgel (Bruch)
Die Suite für Orchester und Orgel op. 88b ist die letzte von insgesamt 3 Suiten des Komponisten Max Bruch.

## Entstehung
1904 reiste Bruch aus gesundheitlichen Gründen nach Capri. Am Karfreitag zog unter seinem Hotelfenster eine Prozession vorbei, die ihn zu folgenden Zeilen an seine Familie veranlasste:
Schönes Wetter. Abends zwischen 8-9 Procession in den engen Straßen und Gäßchen von Capri. Voran ein Trauerherold mit einer großen Tuba, worauf er eine Art von Signal bläst…
Gar nicht übel; man könnte einen ganz guten Trauermarsch daraus machen! Darauf mehrere große, umflorte Kreuze - eins trägt der Eremit vom Monte Tiberio. Ein paar hundert weißgekleidete Kinder mit großen brennenden Kerzen, jedes trägt auch ein kleines schwarzes Kreuz in der Hand. Sie singen unisono eine Art von Lamentation…
Im Zuge wurde ein abschreckender Corpus Christi auf einer Bahre getragen, dahinter ein von vier Männern getragener Baldachin und die Geistlichkeit -  dann wieder auf einer Bahre, hoch aufregend, eine riesige, prächtig geschmückte, ganz schauderhafte Puppe, die Madonna vorstellend, u. s. w. Als die Procession aus dem nächtlichen Dunkel der kleinen Gassen wieder auftauchte, die Piazza überschritt und dann die hohe Freitreppe zur Kirche hinanstieg (ein malerischer Anblick!), mischte sich auf einmal in die langgezogenen Töne des hundertstimmigen Klagegesangs das laute und mißtönende Geschrei eines Esels. Sofort schlug die ernsthafte und andächtige Stimmung der Menge um, und alles lachte laut und herzhaft. Gleich darauf erschien das >Allerheiligste<, alle Häupter entblößten sich, das Volk kniete nieder und bekreuzigte sich, und folgte der Procession in die Kirche, wo dann die Priester mit vielen Ceremonien die >Grablegung< vornahmen. Die Glocken Capris schwiegen am Charfreitag und Charsamstag…An allen Fenstern brannten Lichter, während die Procession vorüberzog; es war wie eine Illumination bei einem Freudenfest.
Dieses Erlebnis inspirierte Bruch zu einer neuen Komposition, der Suite Nr. 3 für Orgel und Orchester op. 88b.

## Das Werk
Es handelt sich nicht um ein herkömmliches Orgelkonzert, in welchem der Solist durch virtuoses Können glänzt. Vielmehr dient die Orgel als klangliche Stütze und Bereicherung des großen Orchesters, das sich durch eine wuchtige Bläserbesetzung auszeichnet.
Das Werk ist viersätzig: Die Ecksätze greifen das Trauersignal der Prozession auf. Von der Kraftfülle dieser Sätze hebt sich das Nocturno (3. Satz) durch seinen lyrischen Melodienreichtum ab. Bruch begann 1904 mit der Komposition; erst 1909 vollendete er sie. Auf Bitten zweier amerikanischer Schwestern arbeitete Bruch das Werk in eine Fassung für zwei Klaviere und Orchester um.